# Исидор Врсајков
Исидор „Бата” Врсајков (Сентиван данас Деспотово, 24. новембар 1927 — Нови Сад, 12. август 2001) био је југословенски и српски сликар и професор на Академији уметности у Новом Саду.

## Биографија
Исидор Врсајков је рођен 1927. године у Сентивану, у тадашњој Краљевини Срба, Хрвата и Словенаца, данашње Деспотово. 
Школу је похађао најпре у родном месту, а затим је школовање наставио у Новом Саду, у који се породица Врсајков доселила. Исидор је већ као дете показивао велико интересовање за ликовну уметност. Његово школовање прекинуто је почетком Другог светског рата. Као млад момак, са само 17 година, придружио се партизанима у Народноослободилачкој борби против фашистичког окупатора. Тешке ратне године су се Исидору сликовито урезале у сећање које је уметнички трансформисао у серији монументалних слика познатих као „Црне фигуре”.
Након рата наставио је образовање на Академији уметности у Београду код посебно именитих уметника југословенског сликарства XX века; прво код професора Косте Хакмана, а потом код професора Мила Милуновића. Исидор је дипломирао на одсеку за сликарство. На истој Академији наставио је, и завршио, магистарске студије из области зидног сликарства, мозаика и енкаустике. Остао је на усавршавању у мајсторској радионици Мила Милуновића још неколико година.
Након неколико година почиње да предаје сликарство на Вишој педагошкој школи у Новом Саду, а затим, након оснивања Академије уметности у Новом Саду 1974. године, почиње да ради као редовни професор на одсеку за сликарство. Исидор је остварио уметничку каријеру радећи на њему омиљеном месту, у свом атељеу на Петроварадинској тврђави, све до смрти 2001. године.

## Уметнички стил
Крајем 60-их година, Врсајков је већ развио препознатљив уметнички стил који је надограђивао све до краја своје каријере. Почетком 70-их година XX века, на уметнички свет у Југославији велики утицај имали су надреалисти, фантастична уметност, као и повратак сликарства слојевитости, утапања и транзиције боја. Овај утицај остаће присутан и у даљим фазама његовог сликарства. Током 70-их година, Врсајков је обогатио своју уметност комбиновањем фантазије и надреализма, користећи већ испробане технике ренесансних мајстора које је користила и Медијала група у време када је уметничка сцена Југославије са сликарима попут; Леонида Шејке, Оље Ивањицки, Даде Ђурића, Владимира Величковића и Љубе Поповића . доживела свој пуни процват.

## Самосталне изложбе
- 1971 Галерија Надежда Петровић, Чачак
- 1978 Културни центар Београда, Београд[8]

### Постхумне
- 2003 Арт Експо, Нови Сад
- 2004 Српска Академија Наука и Уметности, Нови Сад[9]

### Групне изложбе (избор)
- 1955 Удружење ликовних уметника Србије, Београд
- 1956 Млади уметници Војводине, Нови Сад
- 1960 Удружење ликовних уметника Сарајево, Скопље, Вршац, Подгорица, Љубљана, Нови Сад
- 1961 Октобарски Салон, Београд
- 1964 Земље Јужне Америке, Каракас и Мексико
- 1967 Трећи интернационални биенале таписерије, Лозана, Швајцарска
- 1969 Октобарски Салон, Београд
- 1969„Југословенска таписерија“ Индијана, Ајова, Мисури, Западна Вирџинија, Торонто, Канада
- 1970 ‘Ликовни Сусрет’ Суботица
- 1972 Савремена ликовна уметност Војводине, Београд, Загреб, Љубљана
- 1975 „Визуелна уметност Југославије“, Хелсинки, Финска; Осло, Норвешка; Копенхаген, Данска; Беч, Аустрија
- 1978-1979 Филипини, Нови Зеланд и Аустралија
- 1979 „Ликовна јесен”, Сомбор